# دين جيمس
دين جيمس هو لاعب كرة قدم هولندي في مركز الدفاع، ولد في 30 أبريل 2000 في لايدن في هولندا.

## وصلات خارجية
- دين جيمس على موقع قاعدة بيانات كرة القدم.إي يو (الإنجليزية)
- دين جيمس على موقع Soccerway.com (الإنجليزية)
- دين جيمس على موقع عالم كرة القدم.نت (الإنجليزية)